# Oncideres humeralis
Oncideres humeralis är en skalbaggsart som beskrevs av Thomson 1868. Oncideres humeralis ingår i släktet Oncideres och familjen långhorningar. Inga underarter finns listade i Catalogue of Life.